# サレハ・ユーセフ
サレハ・ユーセフ・ファトヒー（アラビア語: صالح يوسف فتحي サーレハ・ユーセフ・ファトヒィ、1982年7月25日 - ）は、エジプトの元男子バレーボール選手。ギーザ出身。ポジションはウイングスパイカー。エジプト代表。

## 来歴
9歳の時にテルサーナのクラブでバレーボールを始める。1999年、17歳の時にアル・アハリへ移るも、同年ザマレクへ入団。アル・アハリはザマレクとの契約前のほんの数ヶ月の在籍にとどまった。
ユースアフリカ選手権を2度制したのちエジプト代表に選出され、2003年アフリカ選手権で準優勝を経験、同年10月にナイジェリアで開催されたオールアフリカゲームズで優勝。最年少19歳のサラーハに次ぐ若さで2003年ワールドカップ代表メンバーに選出された。
2005年アフリカ選手権では1983年大会以来22年ぶりのエジプトの優勝に貢献し、アフリカ王者として2005年ワールドグランドチャンピオンズカップに初出場。2006年世界選手権、2007年ワールドカップのほか、2008年北京オリンピック出場を果たした。
2009年、ザマレクがアフリカクラブ選手権（アフリカンカップ）2連覇を達成し、カタール・ドーハで19年ぶりに開催された世界クラブ選手権に出場。同年アフリカ選手権3連覇を達成し、2大会連続ワールドグランドチャンピオンズカップに出場した。2010年ワールドリーグではエジプト代表のキャプテンも経験し、2010年世界選手権から大ベテラン・エルサフィの代表背番号1を引き継いだ。

## 球歴
- オリンピック - 2008年（11位）
- 世界選手権 - 2006年（21位）
- ワールドカップ - 2003年（12位）、2007年（10位）
- ワールドリーグ - 2006年、2007年、2008年（13位）、2010年（14位）
- ワールドグランドチャンピオンズカップ - 2005年（5位）、2009年（6位）
- アフリカ選手権 - 2005年、2007年、2009年（優勝）

## 所属クラブ
- ザマレクSC （1999-2015年）